# Felipe Augusto de Almeida Monteiro
Felipe Augusto de Almeida Monteiro (sinh ngày 16 tháng 5 năm 1989), được gọi đơn giản là Felipe hoặc Felipe Monteiro, là một thủ bóng đá chuyên nghiệp người Brazil chơi ở vị trí trung vệ cho câu lạc bộ Anh Nottingham Forest và Đội tuyển bóng đá quốc gia Brazil.
Felipe bắt đầu sự nghiệp của mình với União Mogi và được cho Bragantino mượn trước khi gia nhập Corinthians vào năm 2012. Anh đã chơi 109 lần cho câu lạc bộ, giành được các danh hiệu bao gồm FIFA Club World Cup 2012 và Campeonato Brasileiro Série A. Năm 2016, anh gia nhập Porto,  nơi anh ấy giành được danh hiệu Primeira Liga vào năm 2018. Năm sau, anh ấy ký hợp đồng với Atlético Madrid và vô địch La Liga vào năm 2021.
Anh ấy đã có trận ra mắt quốc tế cao cấp của mình cho Brazil vào năm 2018 và là một phần trong đội hình của họ đã về nhì tại Copa América 2021.